# قرقاول لیدی آمهرست
قرقاول لیدی آمهرست (نام علمی: Chrysolophus amherstiae) نام یک گونه از زیرخانواده قرقاولیان است.

## نگارخانه

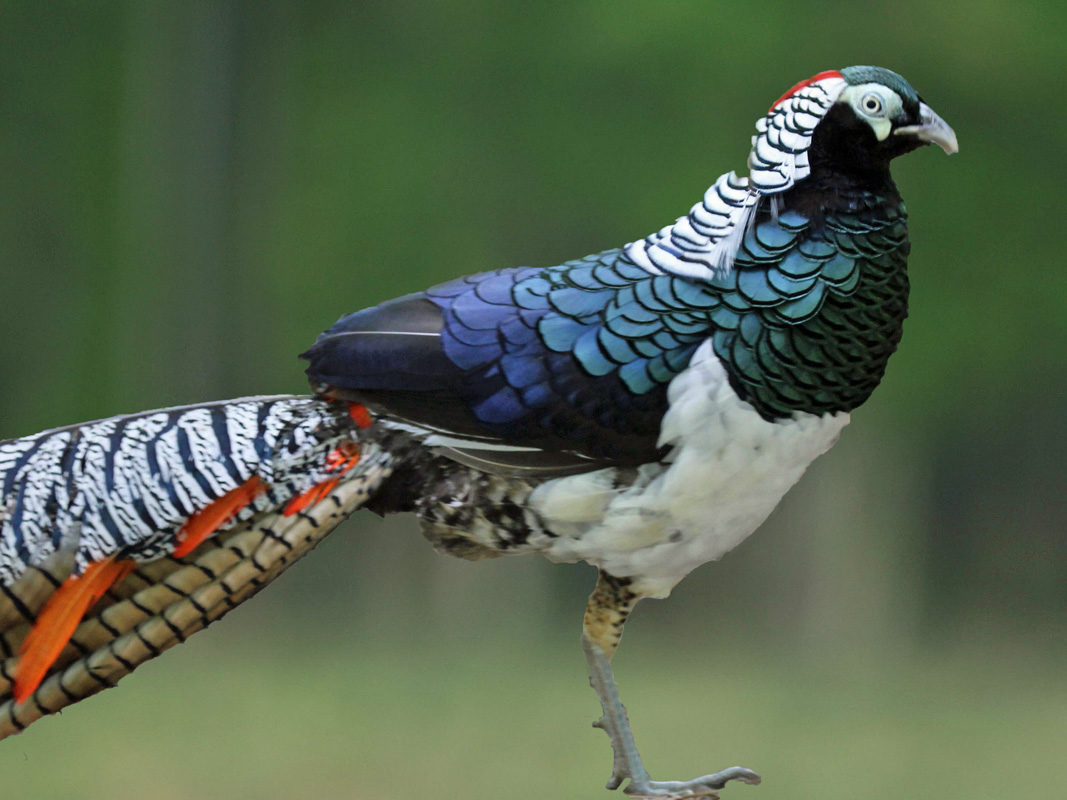
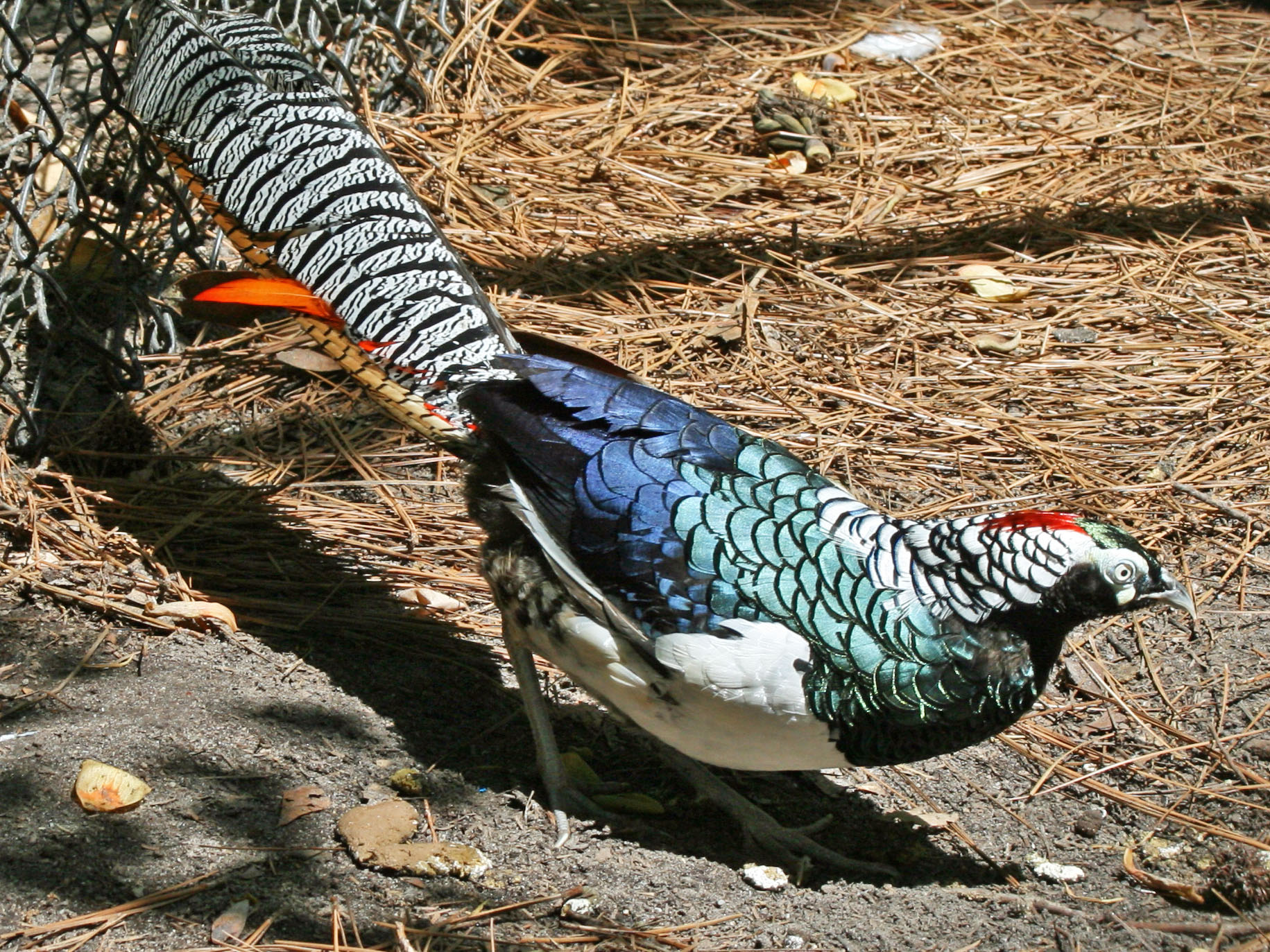
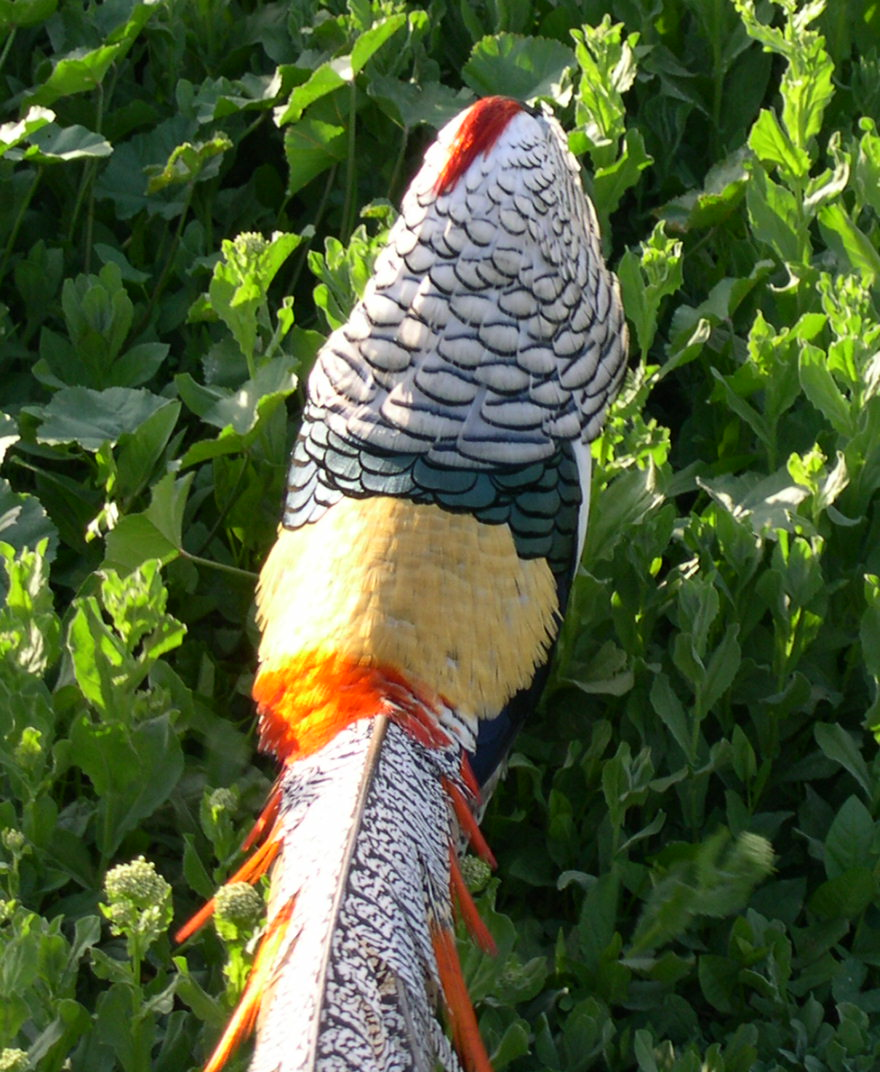
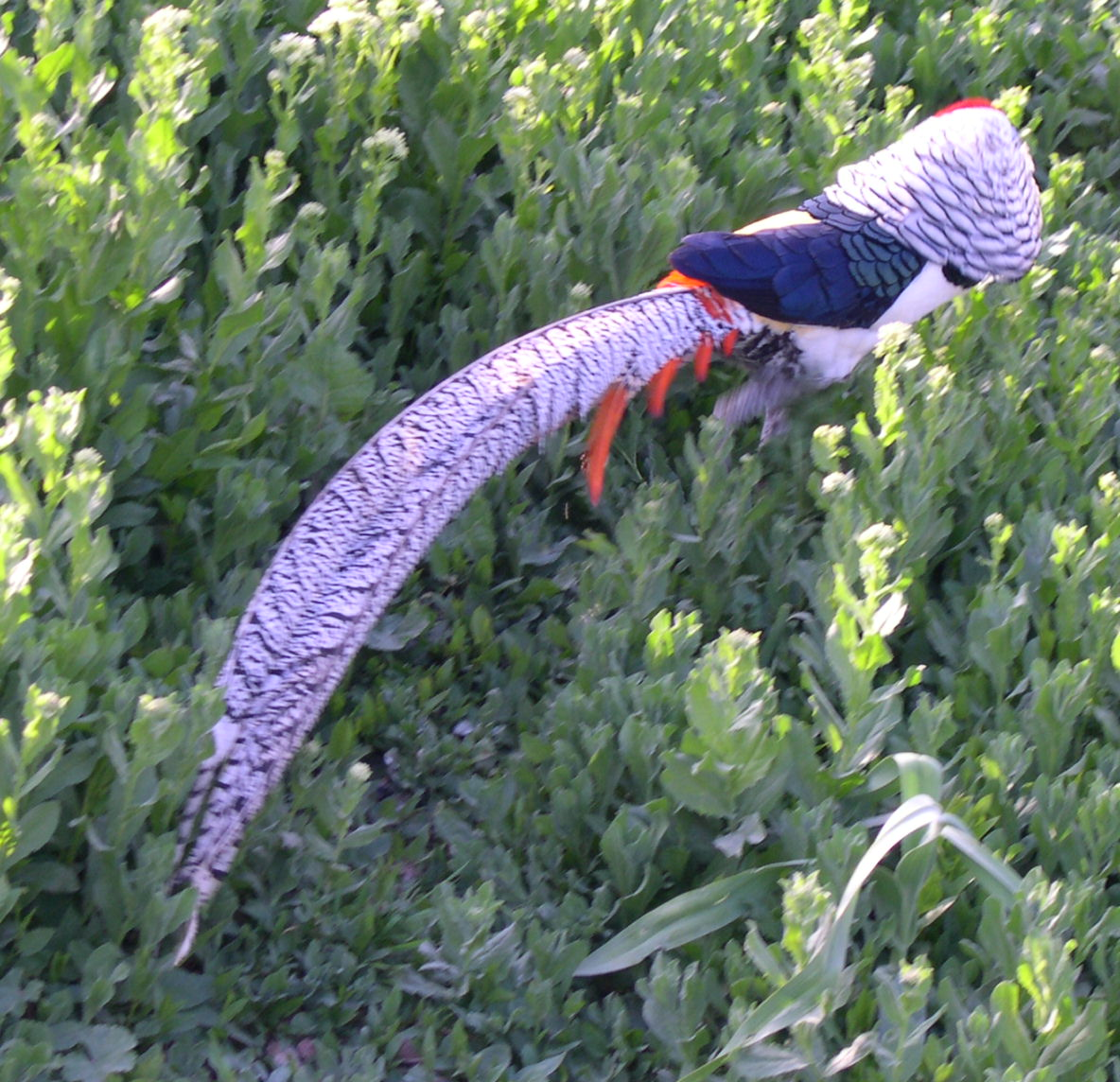
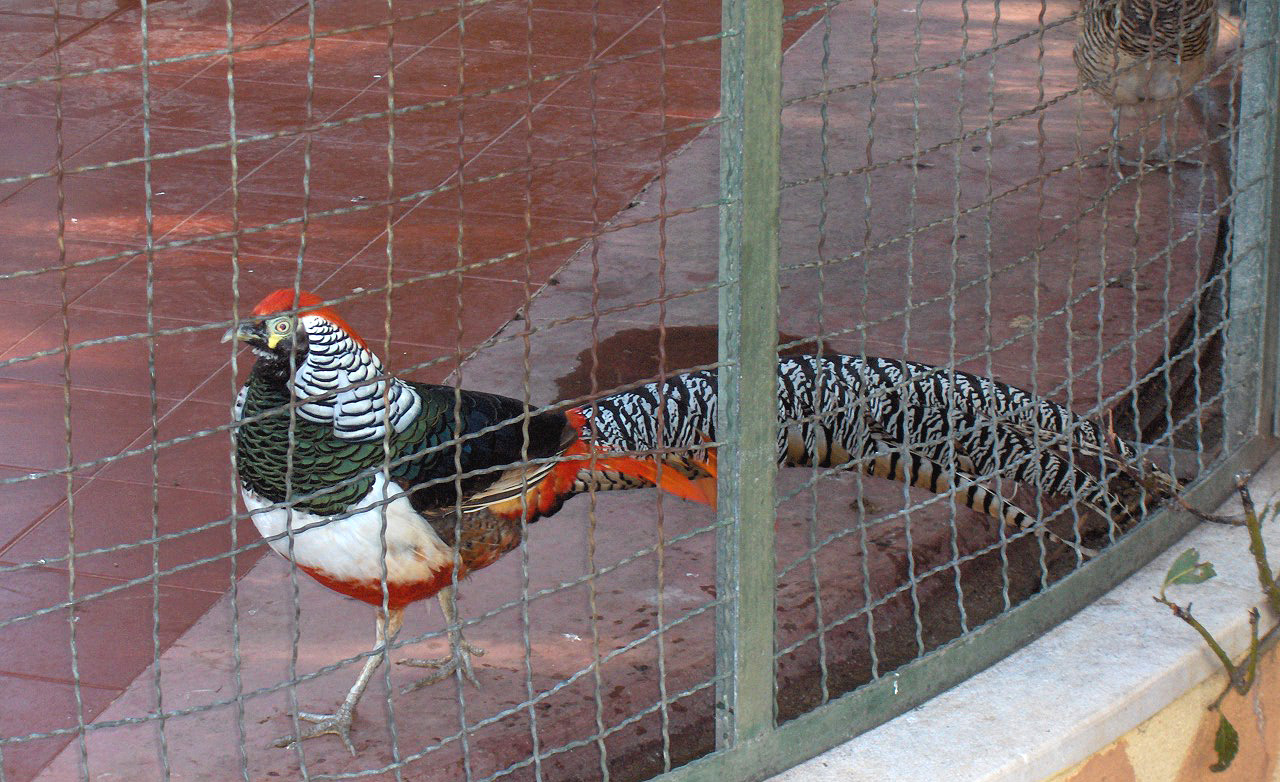
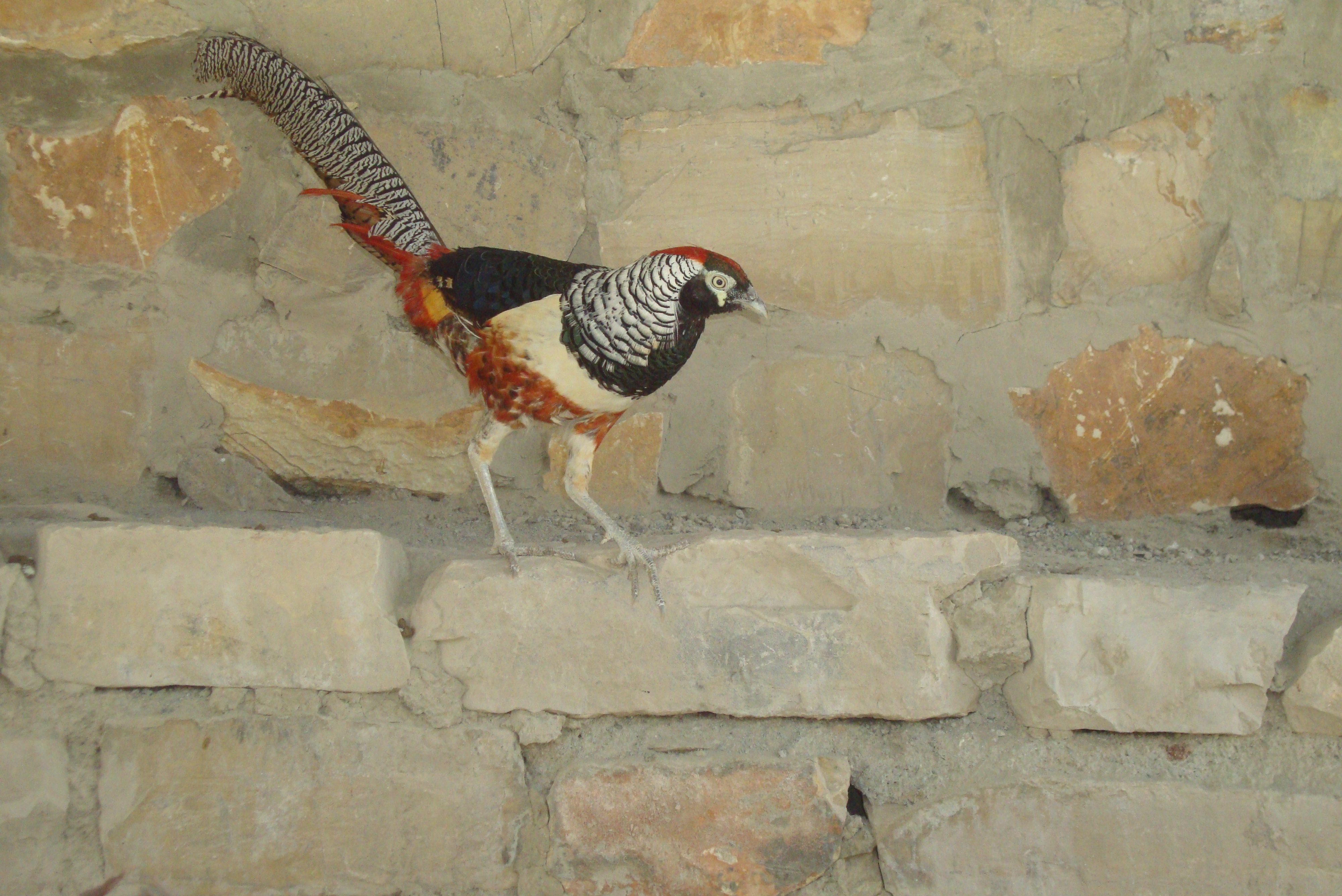